# Clarence (filme de 1922)
Clarence é um filme mudo e sem som de comédia dramática produzido nos Estados Unidos e lançado em 1922. É atualmente considerado um filme perdido.